# Talitha MacKenzie
Talitha MacKenzie, Pseudonym Talitha Nelson (* vor 1986 auf Long Island, New York) ist eine US-amerikanische Weltmusik-Sängerin, die an keltischen, schottisch-gälischen und osteuropäischen Folk anknüpft.

## Leben
Talitha MacKenzie wuchs in einer multikulturellen Umwelt auf, was ihr einen Vorteil für die spätere Musikkarriere brachte. Sie lernte an der High School Spanisch, Russisch und Französisch und studierte später Russisch am Connecticut College. Nach ihrer Zeit am College ging sie nach Manhattan und widmete sich dort „ungewöhnlichen Rhythmen und exotischen Modi“ von Volkstänzen aus der ganzen Welt am World Tone Music Store. Nach ihren theoretischen musikalischen Studien legte sie einen Abschluss am New England Conservatory of Music in Musikethnologie und Musikgeschichte ab.

### Erste Aufnahmen traditioneller Musik
Im Jahr 1986 veröffentlichte sie ihr erstes Album Shantyman unter dem Pseudonym Talitha Nelson, auf dem auch Beiträge von Anne Goodwin und Tony Morris zu finden waren. Im Jahr 1987 zog sie nach Edinburgh und wurde Mitglied des Folk-Ensembles Drumalban. Von 1989 bis 1991 war sie Mitglied des Projekts Mouth Music.

## Solokarriere
Im Jahr 1993 veröffentlichte MacKenzie ihr zweites Soloalbum Sòlas, welches von Riverboaf Records produziert wurde. 1996 folgte das dritte Album Spiorad.

## Diskografie

### Alben
- Shantyman! (1986)
- Sòlas (1993)
- Spiorad (1996)
- Indian Summer (2008)

### Singles
- Fear A' Bhata, auf der CD A Celtic Tapestry Volume 2 (2005)
- Wind Chases The Sun (2007)
- Family Tree (2007)
- Amazing Grace (2007)
- Unelanvhi Uwetsi (2007)
- Indian Summer (2007)
- Wheeling Island Girls (2007)

Alle Singles waren als MP3 Music Download.